# Rhipidia platyphallus
Rhipidia platyphallus är en tvåvingeart som först beskrevs av Alexander 1969.  Rhipidia platyphallus ingår i släktet Rhipidia och familjen småharkrankar.
Artens utbredningsområde är Peru. Inga underarter finns listade i Catalogue of Life.